# Ochtendspits (televisieprogramma)
Ochtendspits was een televisieprogramma dat van september 2010 tot juni 2011 op werkdagen van 7.10 tot 8.55 uur door WNL live op Nederland 1 werd uitgezonden.
Het programma werd afwisselend gepresenteerd door Petra Grijzen en Alex de Vries, en was een mengeling van nieuws, informatie, sport en entertainment, met "een rechts geluid".
De razende reporter was Ardy Stemerding.
Tot eind 2010 was er om 7.50 uur een gast, aan wie de kijkers vragen konden mailen of twitteren, waarna hij/zij deze om 8.10 uur beantwoordde.
In het laatste kwartier werd met drie gasten een aantal stellingen doorgenomen.
In 2011 werd de opzet en het decor veranderd. Elke dag van de week was er een vaste gast aanwezig met wie de actualiteit werd doorgenomen en naar zijn mening werd gevraagd. Achtereenvolgens waren dit van maandag tot en met vrijdag Frits Huffnagel, Willem Vermeend, Arend Jan Boekestijn, Joost Eerdmans en Thomas Lepeltak.
Later was ook Catherine Keyl geregeld als commentator aanwezig.
Het programma werd om 7.30, 8.00 en 8.30 uur onderbroken door het NOS-journaal.
In tegenstelling tot voorganger Goedemorgen Nederland was het tweede uur geen herhaling van het eerste uur. Wel werden sommige onderwerpen twee tot drie keer herhaald binnen de 2 uur durende uitzending.

## Einde
Aan het einde van het eerste seizoen werd bekend dat Petra Grijzen niet meer zou terugkeren naar het nieuwe seizoen van Ochtendspits. Vlak voor het begin van het tv-seizoen 2011-2012 werd bekend dat WNL met een nieuw ochtendprogramma zou komen: Vandaag de dag met Eva Jinek en Merel Westrik. Dit betekende tegelijk het einde van Ochtendspits. Alex de Vries zou door de omroep naar de zijlijn zijn geschoven.